# Why Don't You Get a Job?
Why Don't You Get a Job? is een nummer van de Amerikaanse rockband The Offspring. Het is de tweede single van hun vijfde studioalbum Americana uit 1998. Op 15 maart 1999 werd het nummer eerst in de VS en Canada op single uitgebracht. Op 30 mawrt volgden Europa, Australië en Nieuw-Zeeland.

## Achtergrond
Op deze single zingt de ik-figuur over een vriend die zich in het zweet werkt om alles te betalen voor zijn luie en werkloze vriendin, die een luxe smaak heeft. De vriend is zijn vriendin echter meer dan zat, en de ik-figuur adviseert hem om haar te dumpen. Het nummer, dat een vrolijk en ska-georiënteerd geluid kent, kwam onder de aandacht omdat het zou lijken op Ob-La-Di, Ob-La-Da van The Beatles. 
"Why Don't You Get a Job?" flopte in thuisland de VS met een 74e positie in de Billboard Hot 100. In Canada, Argentinië, Oceanië en Europa werd de single wél een grote hit. In Canada werd de 19e positie bereikt, Argentinië en Australië de 2e, Nieuw-Zeeland de 4e, Litouwen de nummer 1 positie, Letland de 2e, Frankrijk de 29e, Denemarken de 13e, Noorwegen de 6e, IJsland en Zweden de 2e, Finland de 14e, Duitsland en Oostenrijk de 16e, Zwitserland de 24e, de Eurochart Hot 100 de 6e, Ierland de 10e en in het Verenigd Koninkrijk de 2e positie in de UK Singles Chart.
In Nederland was de single in week 16 van 1999 de 320e Megahit op toen Radio 3FM en werd een hit. De single bereikte de 6e positie in de publieke hitlijst; toentertijd de Mega Top 100 op Radio 3FM en de 5e positie in de Nederlandse Top 40 op destijds Radio 538.
In België bereikte de single de 17e positie in zowel de Vlaamse Ultratop 50 als de Vlaamse Radio 2 Top 30 en de 25e positie in de Waalse Ultratop 50. 